# 水粉画

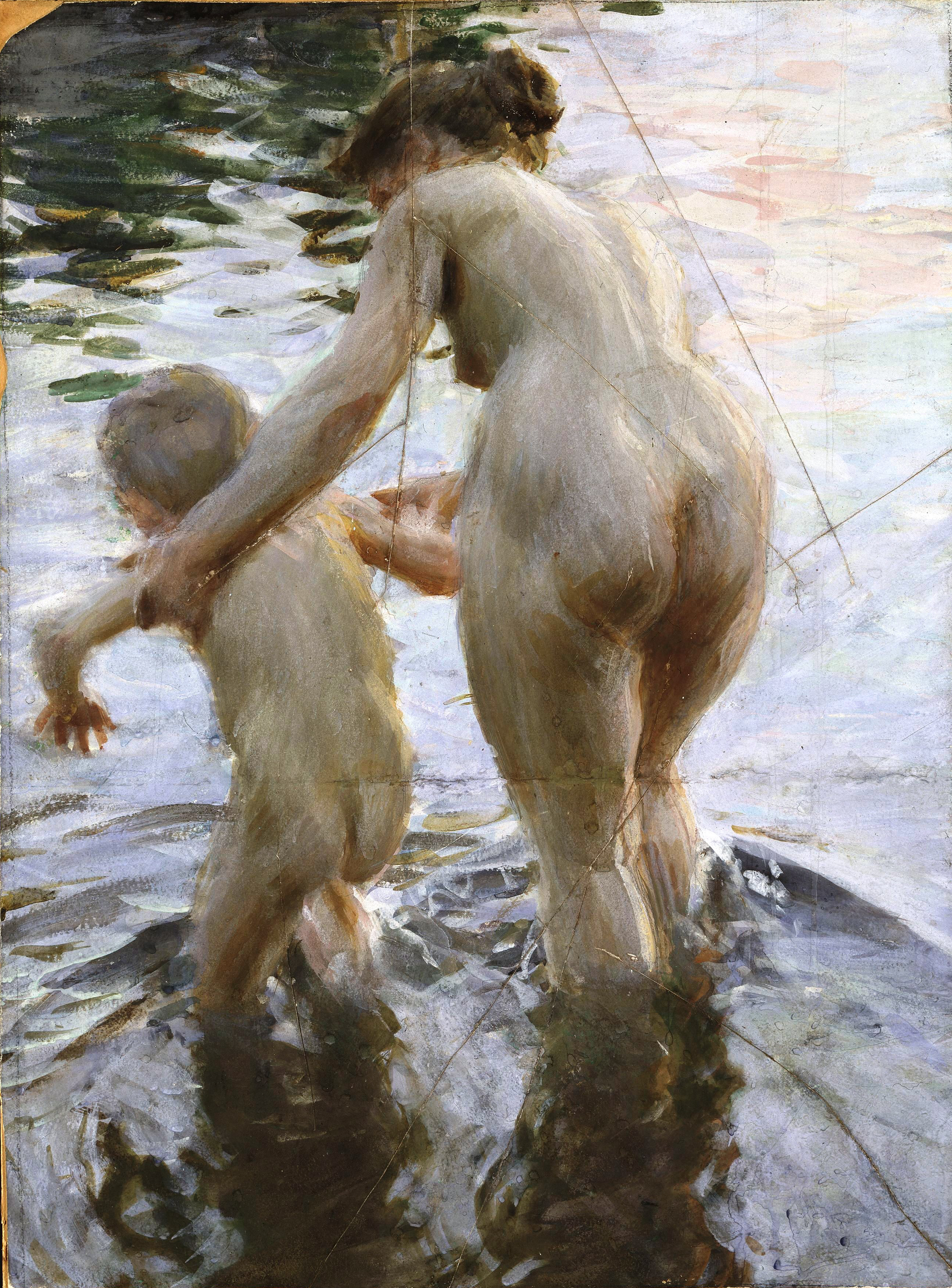
瑞典画家安德斯·佐恩《A premiere》

水粉画是以水调和不透明的粉质颜料绘成的画。也就是用不透明水彩所畫的畫。颜色过多混合会使颜色变得肮脏，因此水粉画和水彩画一样，不适合制作大幅作品，但水粉画比水彩画颜色显得厚重，可以表现一些更有内容的题材，比起油画色彩更鲜亮，虽然没有油画真实，但更浪漫，所以多用水粉画的形式制作宣传画和电影海报、招贴、商品包装、广告、书籍封面设计等。

## 历史

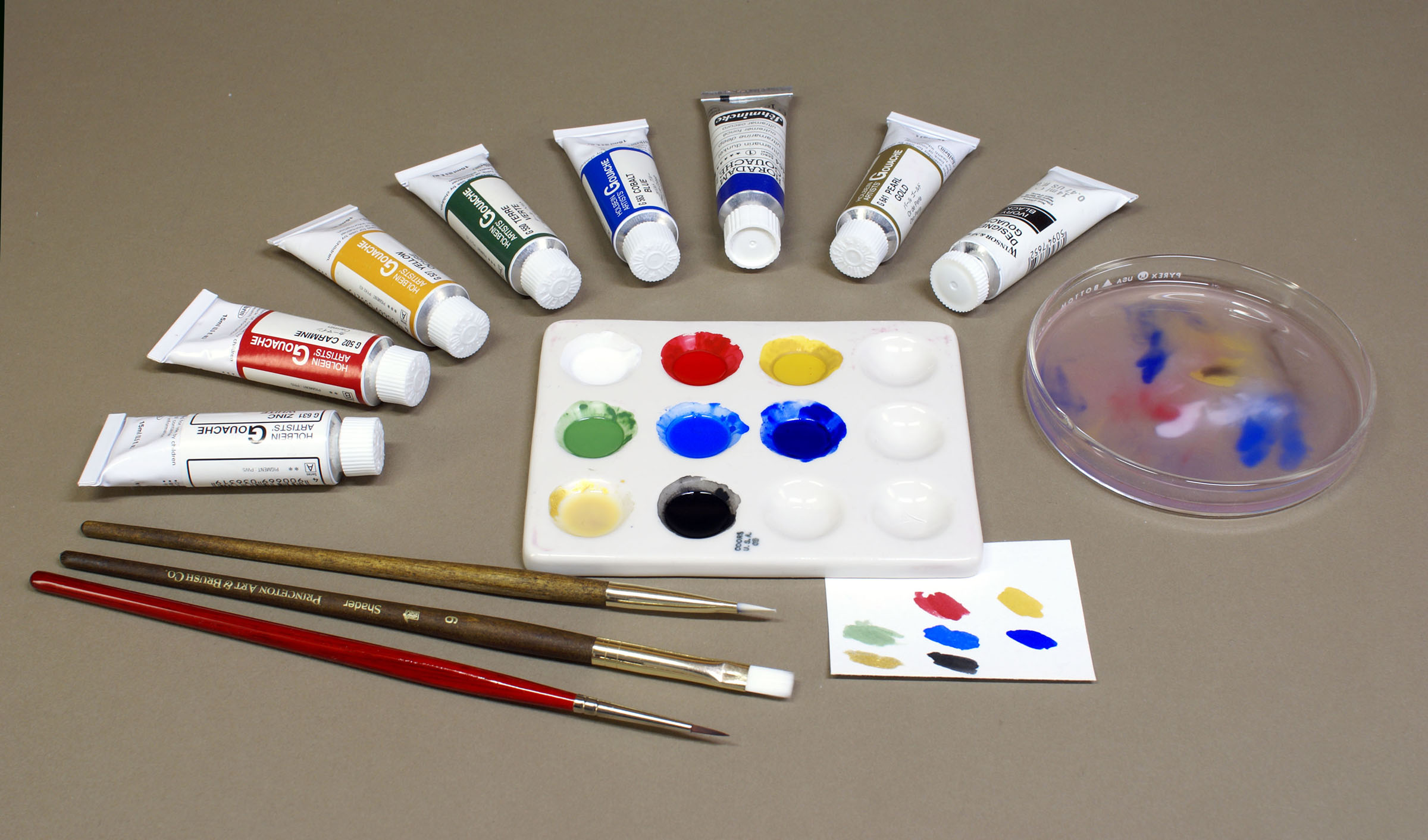
水粉颜料使用时会与水混合，以控制干燥时颜色的透明度。

古埃及艺术中就使用了用蜂蜜和Tragacanth胶作为黏合剂的一种水粉，这也被用于欧洲泥金装饰手抄本中，虽然当时也称其为“水彩”。波斯细密画和蒙兀儿绘画都是水粉画的典型例子。“Gouche”这个词来源于意大利语的“guazzo”（沼泽） ，用于表示16世纪初在蛋彩画基底上使用油彩表示的作法，可以产生黯淡的效果。
在18世纪的法国，“水粉”被用于称呼不透明的水性媒质。一般通过混合工艺制成，以便在粉彩颜料中加入细节。水粉一般会混合水彩、阿拉伯胶和不透明的白颜料来获得。在19世纪，开始工业生产管装水彩，“中国白”（主要成分是氧化锌）也被加入颜料盒达到可以画水粉画的目的。水粉也可以结合水彩、墨水或铅笔进行使用。19世纪末，为了绘制装饰用的海报，以价格低廉的糊精为黏合剂的水粉颜料被大量生产，以罐装或者粉末的形式出售。

## 水粉画的例子

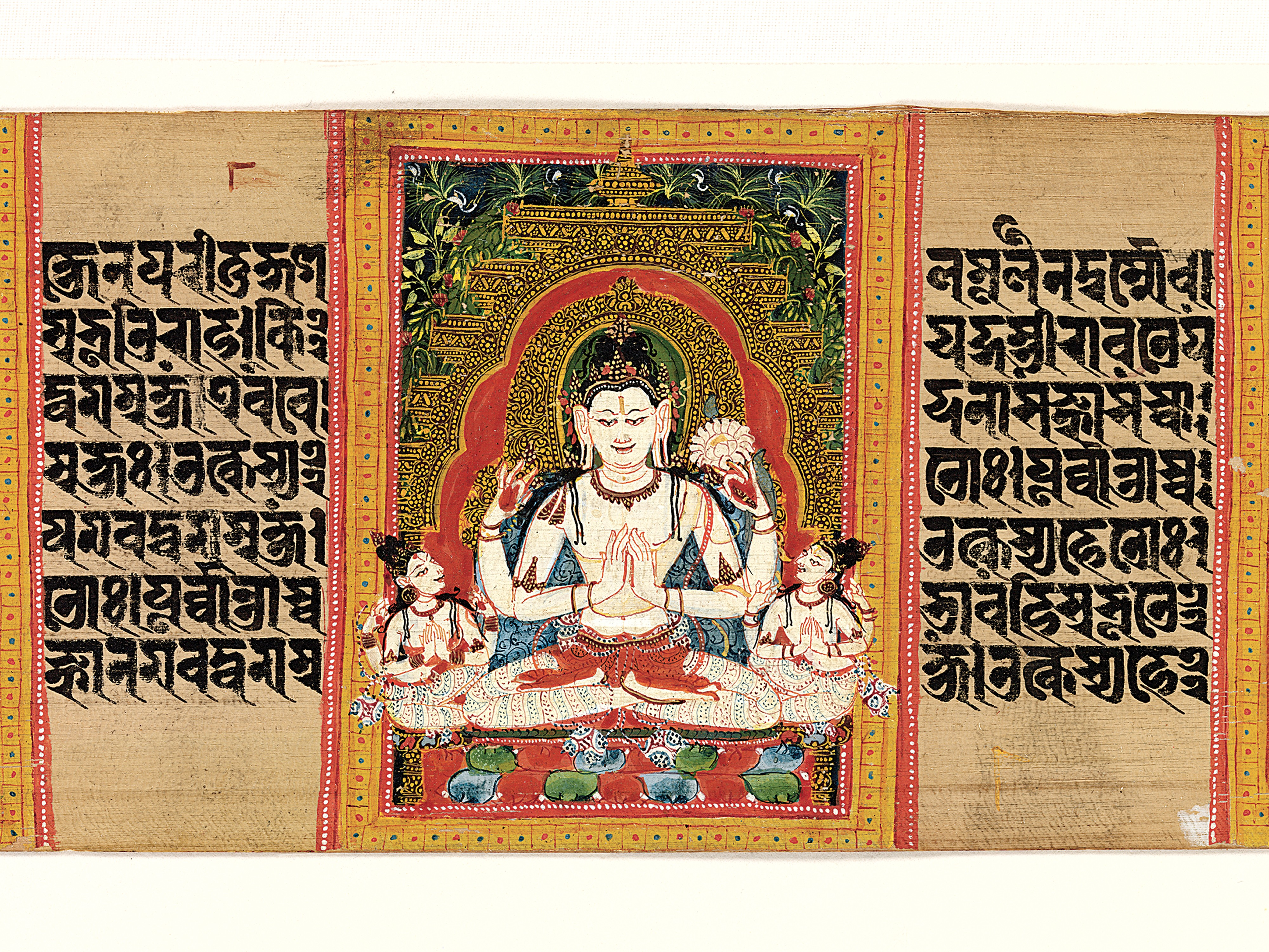
12th-century Buddhist manuscript, India
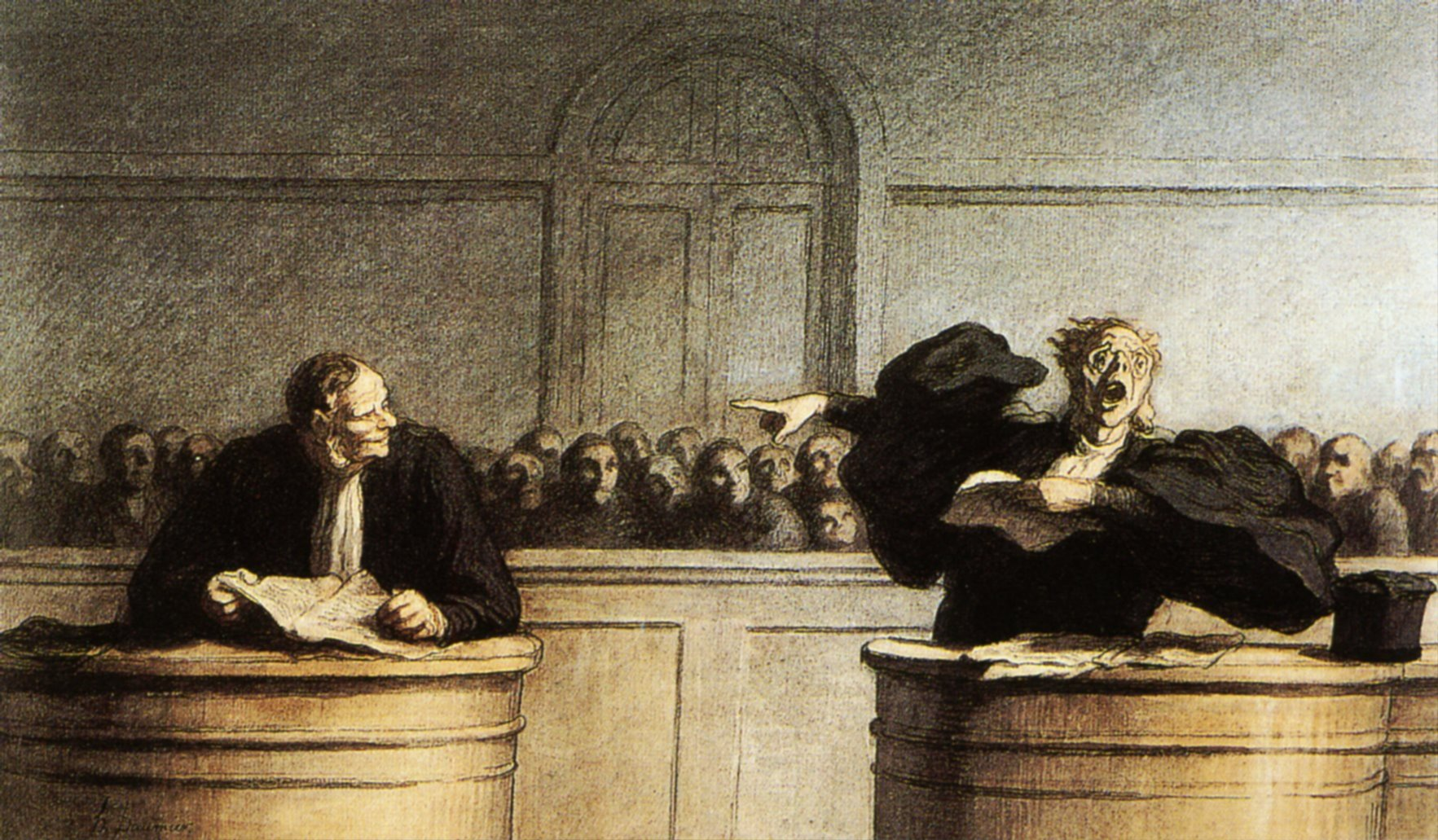
奥诺雷·杜米埃, Une cause célèbre, ca.1862
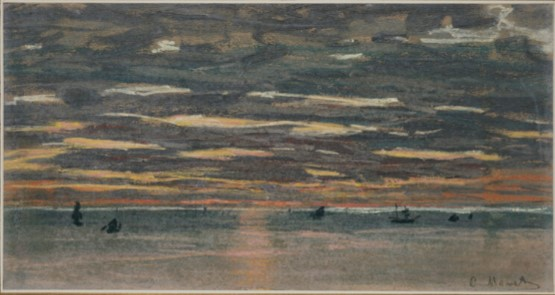
克劳德·莫奈，海上日落，1865–70,Ashmolean Museum,Oxford
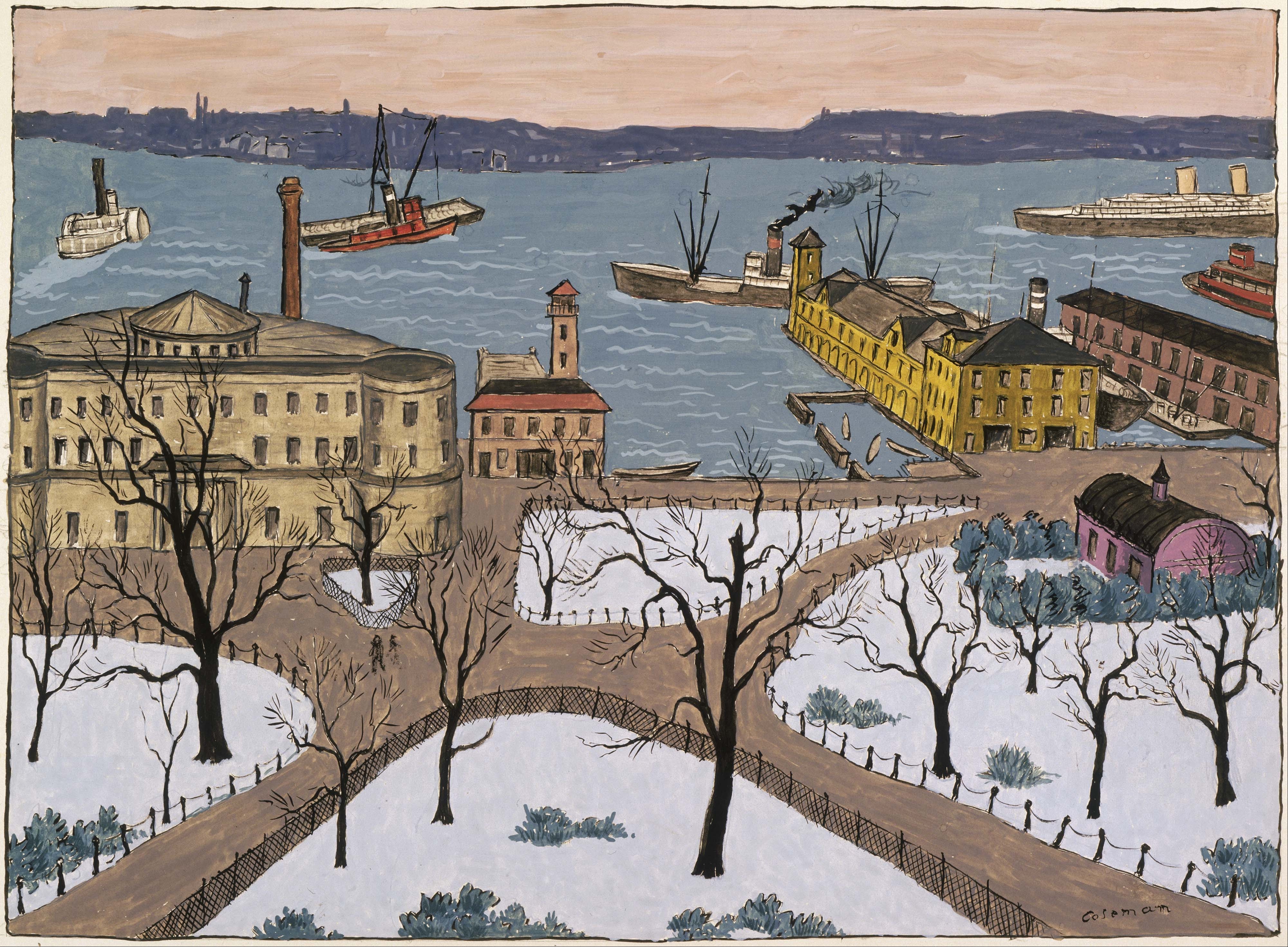
纽约电池公园、格莱恩·O·科勒曼,31 cm × 42 cm（121⁄4英寸 × 161⁄2英寸）
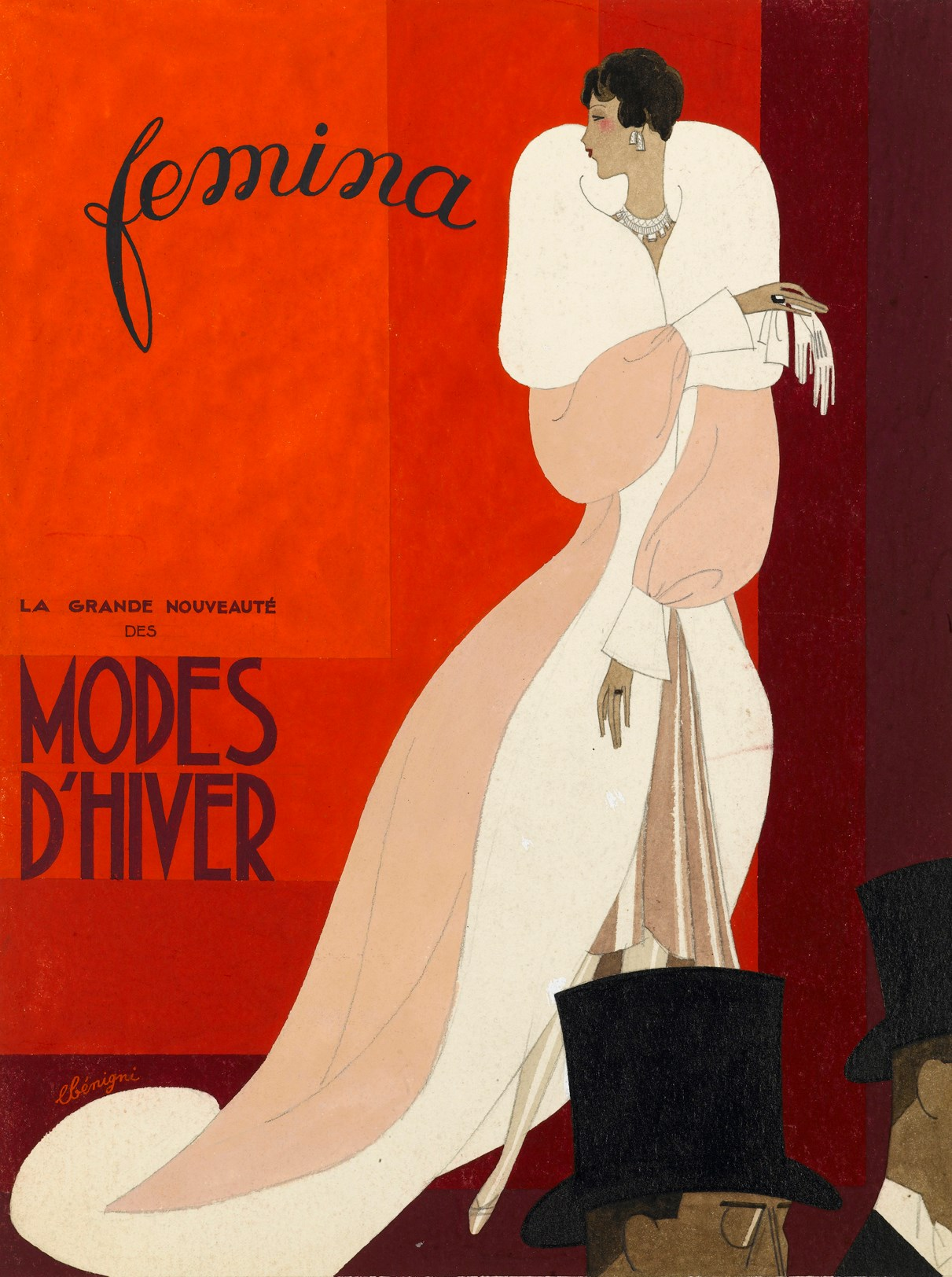
Léon Bénigni, cover design for Femina magazine, 1920s
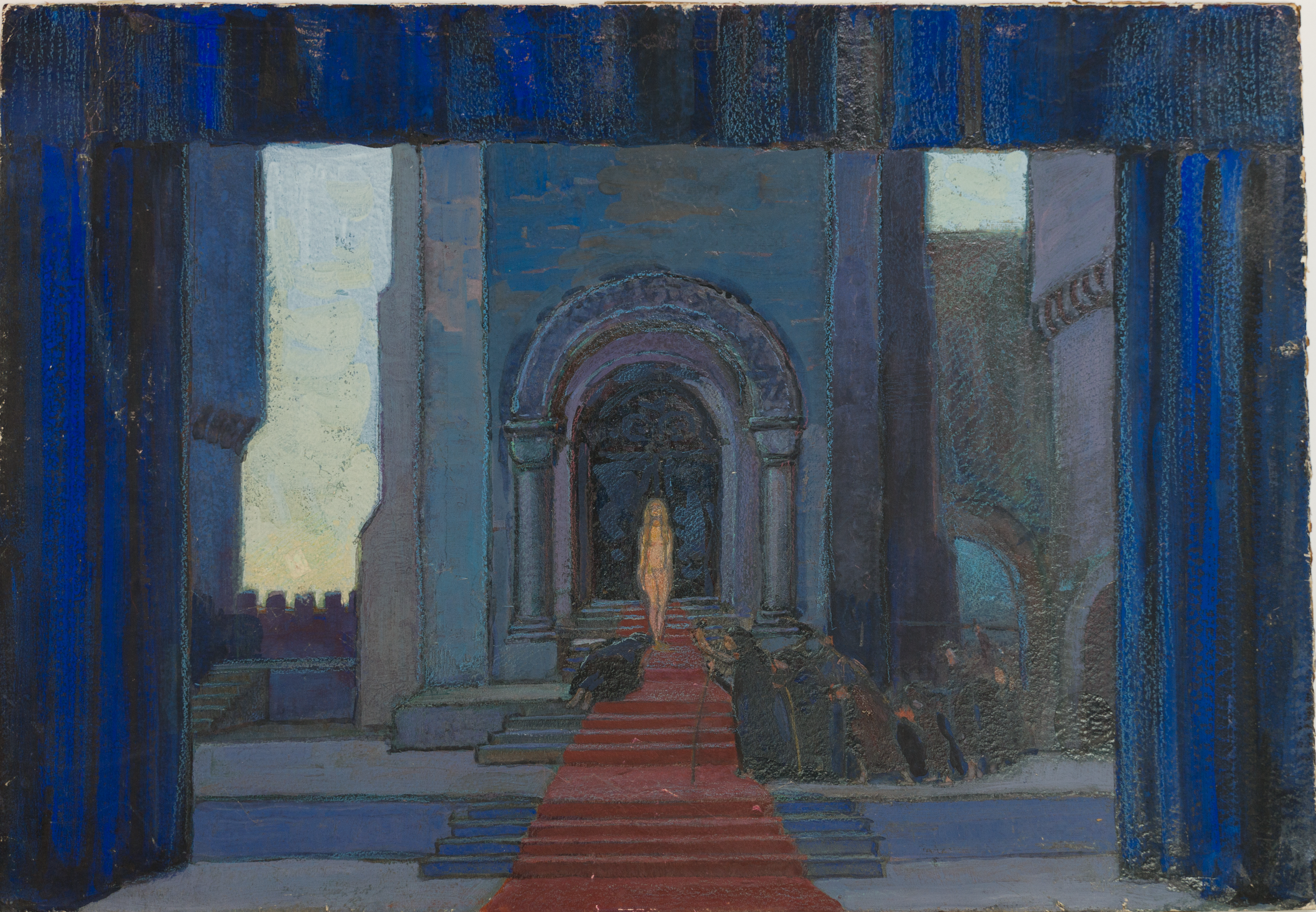
罗曼·尼曼、戏剧舞台设计、爱沙尼亚塔尔图艺术博物馆